# Cananea
Cananea (offiziell: Heroica Ciudad de Cananea) ist eine ca. 38.000 Einwohner zählende Stadt im Norden des mexikanischen Bundesstaats Sonora. 

## Lage und Klima
Die ca. 1620 m hoch gelegene Stadt Cananea befindet sich nur etwa 40 km (Luftlinie) südlich der Grenze zu den USA; die gut 250.000 Einwohner zählende Grenzstadt Nogales ist ca. 100 km (Fahrtstrecke) in nordwestlicher Richtung entfernt. Aufgrund der Höhenlage ist das Klima gemäßigt mit kalten Wintern und warmen Sommern; der spärliche Regen (ca. 300 mm/Jahr) fällt überwiegend im Sommerhalbjahr.

## Bevölkerung
| Jahr      | 2000   | 2020   |
| Einwohner | 30.518 | 38.113 |

Das Bevölkerungswachstum der Stadt beruht im Wesentlichen auf der Zuwanderung von Familien und Einzelpersonen.

## Wirtschaft
In der Umgebung des Ortes werden in zahlreichen Minen seit der Wende vom 19. zum 20. Jahrhundert reiche Kupfervorkommen ausgebeutet.

## Geschichte
Die Gegend des heutigen Stadtgebiets war ursprünglich von den Pima-Indianern besiedelt. Weiße kamen erstmals 1760 in das Gebiet. Aufgrund der reichen Kupfervorkommen in der Umgebung, die vom US-amerikanischen Geschäftsmann William Cornell Greene (1851–1911) im Jahr 1899 entdeckt und von der zu diesem Zweck gegründeten Greene Consolidated Copper Company abgebaut wurden, nahm Cananea einen raschen Aufschwung und wurde bereits zwei Jahre später Verwaltungssitz.

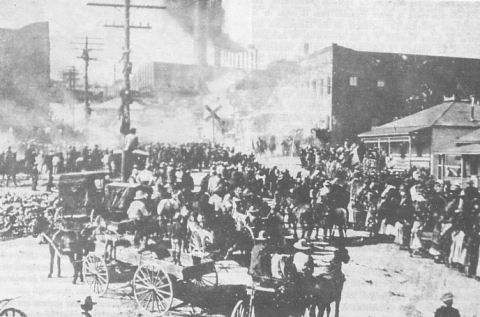
1906: Streikende Bergarbeiter in Cananea

Im Juni 1906 kam es zu einem großen Streik der mexikanischen Bergarbeiter Cananeas, die auf diese Weise gegen die schlechten Arbeitsbedingungen und die im Verhältnis zu ihren US-amerikanischen Kollegen deutlich niedrigeren Löhne protestierten. Um der Streikenden Herr zu werden, nahm der Gouverneur Sonoras schließlich die Hilfe einer 275 Mann starken US-amerikanischen Posse an, die von einem Angehörigen der Arizona Rangers kommandiert wurde. Mit der Hilfe dieser Truppe wurde der Streik blutig unterdrückt, wobei 23 Menschen ums Leben kamen.
Die Tatsache, dass für ausländische Interessen mexikanisches Blut vergossen worden war, wirkte sich für das Regime des diktatorisch regierenden mexikanischen Langzeitpräsidenten Porfirio Díaz (1830–1915) destabilisierend aus. Innerhalb der mexikanischen Arbeiterschaft machten sich nationalistische Gefühle breit und nicht zuletzt war der Streik von 1906 dafür mitverantwortlich, dass sich viele Arbeiter der 1910 ausbrechenden Mexikanischen Revolution anschlossen.

## Partnerstädte
- Radebeul, Deutschland
- Sierra Vista, USA

## Söhne und Töchter
- Florence Hawley Ellis, Anthropologin
- Raul Hector Castro, Politiker